# Wilhelm Lauremberg
Wilhelm Lauremberg, auch Laurenberg (* 1547 in Solingen; † 2. Februar 1612 in Rostock) war ein deutscher Mediziner und Mathematiker sowie Rektor der Universität Rostock.

## Leben
Wilhelm Lauremberg wurde 1547 in Solingen „im Bergischen nahe bei Cöln“ geboren. Ab 1570 studierte er unter David Chyträus an der Universität Rostock. Daneben war er Hauslehrer bei Peter Memmius. 1581 folgte die Promotion zum Magister der Philosophie und die Heirat mit Johanna Longolia, einer Stieftochter von Peter Memmius. Im gleichen Jahr wurde er rätlicher Professor der Medizin und Stadtphysikus in Rostock als Nachfolger von Memmius, der das Amt des Stadtphysikus in Lübeck angenommen hatte.
1587 wurde er in Rostock zum Dr. med. promoviert und praktizierte als Arzt. Zu seinen Patienten gehörte auch Königin Sophie von Dänemark. Ab 1594 war er herzoglicher ordentlicher Professor der Medizin und Höheren Mathematik. Das Amt übernahm er von dem verstorbenen Heinrich Brucaeus und hatte es bis zu seinem Tode inne, sein Nachfolger wurde dann Jacob Faber. Von 1584 bis 1611 fungierte er mehrfach als Rektor der Universität. Daneben war er 1594 und 1606 Dekan der Medizinischen Fakultät. Das Amt des Stadtphysikus übernahm ab 1594 Heinrich Pauli.
Seine Kinder waren:
- Peter Lauremberg (1585–1639), Hochschullehrer, Rektor der Universität Rostock und Schriftsteller
- Conrad Lauremberg (1585–nach 1627), Subkonrektor an der Domschule in Schwerin und Pastor in Alt Bukow[3][4]
- Gertrud Lauremberg (um 1585–nach 1630), war ab 1610 verheiratet mit dem Pfarrer Johann Kenkel in Rheinsberg[5]
- Katharina Lauremberg (1587–1651) war ab 1604 verheiratet mit Eilhard Lubin, Theologe, Philosoph und Mathematiker an der Universität Rostock.[6]
- Johann Lauremberg (1590–1658), Mathematiker, Kartograph sowie niederdeutscher Dichter, Rektor der Universität Rostock
- Wilhelm Lauremberg (der Jüngere) (* 1598), Mediziner und Botaniker.[7][8]

## Werke (Auswahl)
- Propositiones sequentes de Hydrope, Dissertation, 1587
- De melancholia, 1593
- Theses De Febris Malignae Petechialis, 1604